# Pertti Jalava
 (janvier 2023).
La mise en forme du texte ne suit pas les recommandations de Wikipédia : il faut le « wikifier ».
Les points d'amélioration suivants sont les cas les plus fréquents. Le détail des points à revoir est peut-être précisé sur la page de discussion.
- Les titres sont pré-formatés par le logiciel. Ils ne sont ni en capitales, ni en gras.
- Le texte ne doit pas être écrit en capitales (les noms de famille non plus), ni en gras, ni en italique, ni en « petit »…
- Le gras n'est utilisé que pour surligner le titre de l'article dans l'introduction, une seule fois.
- L'italique est rarement utilisé : mots en langue étrangère, titres d'œuvres, noms de bateaux, etc.
- Les citations ne sont pas en italique mais en corps de texte normal. Elles sont entourées par des guillemets français : « et ».
- Les listes à puces sont à éviter, des paragraphes rédigés étant largement préférés. Les tableaux sont à réserver à la présentation de données structurées (résultats, etc.).
- Les appels de note de bas de page (petits chiffres en exposant, introduits par l'outil «  Source ») sont à placer entre la fin de phrase et le point final[comme ça].
- Les liens internes (vers d'autres articles de Wikipédia) sont à choisir avec parcimonie. Créez des liens vers des articles approfondissant le sujet. Les termes génériques sans rapport avec le sujet sont à éviter, ainsi que les répétitions de liens vers un même terme.
- Les liens externes sont à placer uniquement dans une section « Liens externes », à la fin de l'article. Ces liens sont à choisir avec parcimonie suivant les règles définies. Si un lien sert de source à l'article, son insertion dans le texte est à faire par les notes de bas de page.
- La présentation des références doit suivre les conventions bibliographiques. Il est recommandé d'utiliser les modèles {{Ouvrage}}, {{Chapitre}}, {{Article}}, {{Lien web}} et/ou {{Bibliographie}}. Le mode d'édition visuel peut mettre en forme automatiquement les références.
- Insérer une infobox (cadre d'informations à droite) n'est pas obligatoire pour parachever la mise en page.

Pour une aide détaillée, merci de consulter Aide:Wikification.
Si vous pensez que ces points ont été résolus, vous pouvez retirer ce bandeau et améliorer la mise en forme d'un autre article.
Pertti Jalava (né en 1960 à Turku en Finlande) est un compositeur finlandais qui a écrit de nombreuses œuvres pour diverses musiques de chambre, chorales et orchestre, dont cinq symphonies et un concerto pour piano. Il a écrit de la musique pour des formations de jazz et de big band. Stylistiquement, il garde ces genres séparés, il permet aux influences de voyager entre les deux.

## Carrière
En 1984, il débute comme musicien dans le Peppe Jalava Parvi (Jazz) Quintet pendant 5 ans et fonde le Peppe Jalava (Jazz) Band avec William Thorburn.
En tant que compositeur, il est principalement autodidacte, mais il a également étudié la composition avec Harri Suilamo dans un atelier à Turku. En 1993, ayant déjà créé un vaste répertoire influencé par le jazz et la musique classique pour ses ensembles de jazz, il étudie la composition théâtrale avec l'Américain Craig Bohmler dans le cadre d'un cours de six mois dirigé par l'Association finlandaise du théâtre musical.
Il parachève sa formation en fréquentant des laboratoires de composition musicale tenus par l'Orchestre philharmonique de Turku et l'Université de Turku en 1994, 1996 et 1998.
Parmi les oeuvres qu'il écrit, certaines sont récompensées par des prix nationaux et internationaux. Avec sa composition Tuulenpesä - Nest of Wind, il remporte le 2e prix de la ville de Comines-Warneton à l'occasion du 1er concours de composition pour orchestre symphonique à vent organisé par Lys Music Orchestra.
Il devient compositeur à temps plein depuis 2001.

## Thèmes
Jalava énumère ses principaux thèmes comme l'expression émotionnelle et narrative. Il utilise de forts contrastes, obtenant ainsi des effets dramatiques et des accents esthétiques. Il utilise des harmonies distordues, des timbres tranchants et des rythmes agressifs. Le rythme occupe une place majeure dans la musique de Jalava. Elle est souvent motrice et souvent asymétrique.
Bien qu'elles s'appuient principalement sur des techniques dodécaphoniques, la plupart des œuvres classiques de Jalava créent une impression de tonalité. Dans ses compositions ultérieures, il laisse souvent leur nature déterminer la musique ou emploie d'autres méthodes de sa propre conception, n'attribuant à la technique des rangées qu'un rôle secondaire.